# Manuel Brienni
Manuel Brienni (Manuel Bryennius, Μανουὴλ Βρυέννιος) fou un escriptor romà d'Orient de música que visqué probablement durant el regnat de l'emperador Andrònic II Paleòleg (va regnar del 1282 al 1328). Visqué a Constantinoble ensenyant astronomia, matemàtiques i teoria de la música. La seva única obra que ha perdurat fins als nostres dies és Harmonika (grec: Ἁρμονικά) que recull en tres volums tot el saber musical de l'Imperi Romà d'Orient i es basa en les obres de Ptolemeu, Nicòmac i els autors neopitagòrics. Un dels estudiants d'astronomia de Bryennios fou Teodor Metoquita, el qui fou gran logoteta durant el regnat de l'emperador Andrònic II Paleòleg (1272-1328). Segons el Mathematics Genealogy Project és l'erudit amb més descendents acadèmics coneguts.